# Matt Bauscher
Matthew Don Bauscher, detto Matt (Caldwell, 25 aprile 1985), è un ex cestista statunitense, professionista in Europa.

## Palmarès
- Campionato olandese: 1

Donar Groningen: 2009-10
- Coppa d'Olanda: 2

Donar Groningen: 2011
EiffelTowers: 2013